# Golden Age (opera teatrale)
Golden Age è un'opera teatrale del drammaturgo statunitense Terrence McNally, portata al debutto a Washington nel 2010. La pièce è la terza di McNally ambientata nel mondo dell'opera lirica, dopo i due drammi The Lisbon Traviata (1989) e Master Class (1995) incentrati su Maria Callas.

## Trama
Parigi, 24 gennaio 1835. Al Théâtre-Italien va in scena la prima assoluta de I puritani. Mentre sul palco viene portata in scena l'ultima opera di Vincenzo Bellini, nei camerini e dietro le quinte si consuma un dramma di gelosie e ripicche sentimentali e professionali tra tutti gli artisti coinvolti. Mentre il trentatreenne Bellini, malato e prossimo alla morte, cerca conforto dallo storico amico Francesco Florimo, il soprano Giulia Grisi si preoccupa di quanti gioielli indossare in ciascun atto e la sua ansia peggiora quando riceve la visita della sua rivale, la primadonna Maria Malibran. 
La rabbia e la tensione fanno svenire la Grisi, costringendo così la Malibran a cantare dalle quinte le prime battute della scena della pazzia di Elvira, prima che Giulia si riprenda in tempo per cantare il resto dell'aria. Il tenore Giovanni Battista Rubini intanto si lamenta del suo aspetto modesto, ma chiede lo stesso in sposa la primadonna dell'opera. Altrettanto preoccupato è il basso Luigi Lablache, che si lamenta che raramente i compositori scrivano buona musica per il suo registro vocale, anche se si dovrà ricredere quando il suo duetto "Suoni la tromba" diventerà immediatamente un brano molto popolare. Intanto ad esacerbare la tensione di Bellini non c'è solo l'ansia nello scoprire come il pubblico reagirà alla sua opera, ma anche la paura del confronto con Rossini, che sta assistendo allo spettacolo e di cui il protagonista teme il giudizio.

## Storia delle rappresentazioni
Dopo una prima messa in scena della Philadelphia Theatre Company per la regia di Austin Pendleton, Golden Age ha fatto il suo debutto al Kennedy Center di New York il 12 marzo 2010, per la regia di Walter Bobbie e con le scenografie di Santo Loquasto. Il cast era composto da Marc Kudisch (Tamburini), Jeffrey Carlson (Bellini), Hoon Lee (Lablache), Rebecca Brooksher (Grisi), Roe Hartrampf (Florimo), Christopher Michael McFarland (Rubini), Dante Mignucci (Paggio), Amanda Warren (Malibran), George Morfogen (Rossini) e Benjamin Cook (Paggio).
Il debutto di Golden Age nell'Off Broadway avvenne due anni più tardi al New York City Center, prodotto dal Manhattan Theater Club. Il cast era composto da F. Murray Abraham (Rossini), Lee Pace (Bellini), Bebe Neuwirth (Maria), Will Rogers (Florimo), Dierdre Friel (Giulia), Eddie Kaye Thomas (Giovanni Battista), Lorenzo Pisoni (Antonio), Ethan Phillips (Luigi) e Coco Monroe. Il dramma ebbe la sua prima il quattro dicembre dopo tre settimane di anteprime iniziate il 15 novembre; Golden Age rimase in cartellone al New York City Center Stage 1 fino al 13 gennaio 2013.